# Alberto Díaz Añel
Alberto Díaz Añel es un biólogo y divulgador científico argentino.

## Biografía
Biólogo y Doctor en Biología por la Universidad Nacional de Buenos Aires (UBA). Es, además, Especialista en Comunicación Pública de la Ciencia y Periodismo Científico de la Universidad Nacional de Córdoba (UNC). Se incorporó al Instituto Multidisciplinario de Biología Vegetal (IMBIV-CONICET-UNC) como Profesional Principal de CONICET, en donde trabaja en comunicación pública de la ciencia y comunicación institucional.
Es miembro fundador de la Red de Divulgación Científica de Córdoba (RDCC).
Entre 2018 y 2020 se desempeñó como Director de la Especialización en Comunicación Pública de la Ciencia y Periodismo Científico de la Universidad Nacional de Córdoba (UNC)
Escribió los libros "Ciencia monstruosa. Explicaciones científicas de monstruosidades famosas" (2016) y "Ciencia monstruosa 2. Más explicaciones científicas de otras monstruosidades famosas" (2023), publicados por la Editorial UNC.
Integrante del grupo InformAR, del que forman parte profesionales de las ciencias naturales, la salud y la comunicación, con el objetivo de la generación de información útil, confiable y accesible, relacionada con temas de salud pública y su influencia en la sociedad.